# Fannia ceringogaster
Fannia ceringogaster är en tvåvingeart som beskrevs av Chillcott 1961. Fannia ceringogaster ingår i släktet Fannia och familjen takdansflugor. Inga underarter finns listade i Catalogue of Life.